# Vågsøy
Vågsøy was een gemeente in de Noorse provincie Sogn og Fjordane. De gemeente telde 6031 inwoners in januari 2017. De plaats Holevik maakt deel uit van de gemeente.
Bij de bestuurlijke herindeling in Noorwegen in 2020 werd de gemeente opgeheven. Het grootste deel van de gemeente fuseerde met Flora tot de nieuwe gemeente Kinn, terwijl een kleiner deel opging in de nieuwe gemeente Stad.
Årdal · Askvoll · Aurland · Balestrand · Bremanger · Eid · Fjaler · Flora · Førde · Gaular · Gloppen · Gulen · Hornindal · Høyanger · Hyllestad · Jølster · Lærdal · Leikanger · Luster · Naustdal · Selje · Sogndal · Solund · Stryn · Vågsøy · Vik

Gemeenten in de provincie bij de opheffing op 1 januari 2020